# Bottineau
Bottineau è un centro abitato (city) degli Stati Uniti, capoluogo della Contea di Bottineau nello Stato del Dakota del Nord. Nel censimento del 2000 la popolazione era di 2.336 abitanti. La città è stata fondata nel 1887. La città e la contea devono il proprio nome a Pierre Bottineau (1814-1895), un pioniere e cacciatore meticcio che trovò la fortuna come speculatore di terre.
La città ospita la Minot State University-Bottineau. Attrazioni di Bottineau sono il Bottineau Winter Park e "Tommy Turtle", la più grande tartaruga al mondo, simbolo della città. Creata nel 1978, alta circa 10 metri, la statua di fibra di vetro sponsorizza le vicine Turtle Mountains.

## Geografia fisica
Secondo i rilevamenti dell'United States Census Bureau, la località di Bottineau si estende su una superficie di 2,7 km², tutti occupati da terre.

## Popolazione
Secondo il censimento del 2000, a Bottineau vivevano 2.336 persone, ed erano presenti 550 gruppi familiari. La densità di popolazione era di 861 ab./km². Nel territorio comunale si trovavano 1.113 unità edificate. Per quanto riguarda la composizione etnica degli abitanti, il 95,25% era bianco, lo 0,34% era afroamericano, il 2,87% era nativo e lo 0,39% era asiatico. Lo 0,09% della popolazione apparteneva ad altre razze e l'1,07% a più di una. La popolazione di ogni razza ispanica corrispondeva allo 0,98% degli abitanti.
Per quanto riguarda la suddivisione della popolazione in fasce d'età, il 19,0% era al di sotto dei 18, il 14,2% fra i 18 e i 24, il 18,9% fra i 25 e i 44, il 20,8% fra i 45 e i 64, mentre infine il 27,2% era al di sopra dei 65 anni di età. L'età media della popolazione era di 43 anni. Per ogni 100 donne residenti vivevano 87,6 maschi.